# Мёрикен-Вильдегг
Мёрикен-Вильдегг (нем. Möriken-Wildegg) — коммуна в Швейцарии, в кантоне Аргау.
Входит в состав округа Ленцбург.  Население составляет 3841 человек (на 31 декабря 2007 года). Официальный код  —  4203.

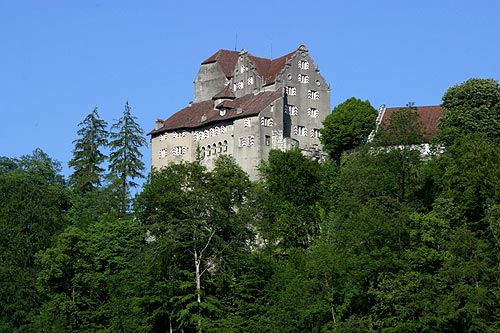
Замок Вильдегг

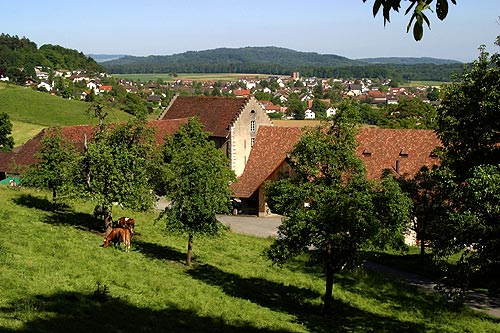
Замок